# ویلر (اورگن)
ویلر (به انگلیسی: Wheeler) شهری در شهرستان تیلموک ایالت اورگن است و در سرشماری سال ۲۰۱۱ میلادی، ۴۱۴ نفر جمعیت داشته که نسبت به سال ۲۰۱۰، ۰٫۲۴ درصد رشد جمعیت داشته‌است.